# 関吉玉
関 吉玉（かん きつぎょく）は中華民国の財務官僚・政治家・経済学者。満洲民族。字は佩恒。

## 事績
幼年時代は私塾、中学で学ぶ。1924年（民国13年）、北京朝陽大学経済系に入学し、卒業後はドイツへ留学してベルリン大学で学んだ。
1932年（民国21年）帰国し、国民政府財政部統税天津査験所査験員となる。まもなく主任、所長と昇格した。1934年（民国23年）、廬山軍官訓練団教官に任命される。翌年8月、財政部四川財政特派員に異動した。以後、四川省で財務・税務の職務を歴任し、1937年（民国26年）1月、四川省政府委員に就任している。以後、財政部四川区税務局局長などをつとめた。1939年（民国28年）、江蘇省政府委員兼財政庁長に任ぜられ、さらに江蘇省銀行董事長も兼ねた。国民政府中央でも行政院戦区経理委員会副主任委員をつとめている。1941年（民国30年）3月、財政部田賦管理委員会主任委員となり、8月には財政部賦税司司長に任ぜられた。

1945年（民国34年）3月、財政部貨物評価委員会主任委員に任ぜられ、6月、財政部税務署署長となる。同年9月、松江省政府主席に任ぜられた。1947年（民国36年）5月、国民政府主席東北行轅経済委員会主任委員兼東北統一接収副主任委員となる。10月、糧食部政務次長となり、翌年5月、糧食部部長に昇格して、行憲国民大会代表にも当選した。1949年（民国38年）6月、蒙蔵委員会委員長に任ぜられる。10月、財政部部長兼中央銀行総裁となっている。
国共内戦に中国国民党が敗北すると、関吉玉も台湾へ逃れた。1950年（民国39年）、総統府国策顧問兼行政院設計委員会委員となる。1956年（民国45年）、高雄硫酸アンモニウム公司董事長となった。以後、考試院秘書長、国立政治大学教授、逢甲大学教授などを歴任している。1975年（民国64年）、中西医院を創設した。同年11月30日、死去。享年77（満75歳）。

## 著作
- 『財政學』
- 『經濟學』
- 『中國戰時財政』
- 『田賦征實之理論與實務』
- 『中國税制』
- 『十五年來中國經濟』
- 『中國糧食問題』
- 『四十年來之民國財政』
- 『租税法規概論』

他多数